# ISO 3166-2:MG

Mapa administrativního členění státu Madagaskar

Kódy ISO 3166-2 pro Madagaskar identifikují 6 provincií. První část (MG) je mezinárodní kód pro Madagaskar, druhá část sestává z jednoho velkého písmene identifikujícího provincii.

## Seznam kódů
| Kód  | Provincie    |
| ---- | ------------ |
| MG-A | Toamasina    |
| MG-D | Antsiranana  |
| MG-F | Fianarantsoa |
| MG-M | Mahajanga    |
| MG-T | Antananarivo |
| MG-U | Toliara      |